# Machaerina myriantha
Machaerina myriantha är en halvgräsart som först beskrevs av Woon Young Chun och Foon Chew How, och fick sitt nu gällande namn av Yan Cheng Tang. Machaerina myriantha ingår i släktet Machaerina och familjen halvgräs.
Artens utbredningsområde är Hainan (Kina). Inga underarter finns listade i Catalogue of Life.